# Fascismo (livro)
Fascismo é um livro editado pelo teórico político Roger Griffin. Foi publicado pela Oxford University Press em 1995 como uma brochura de 410 páginas. É uma obra da série Oxford Readers, que reúne os escritos de vários autores sobre o tema do fascismo e da extrema-direita. Ele serve como um livro de referência em inglês para apresentar aos leitores o antiliberalismo pré-fascista, o fascismo entre guerras na Itália e na Alemanha, bem como variantes internacionais associadas do fascismo da Argentina ao Japão. 

## Descrição
Griffin tenta uma pesquisa abrangente da direita iliberal ao longo do século XX, incluindo tópicos tão diversos quanto ecologismo radical, neopaganismo, ultranacionalismo e racismo fanático. Os autores incluem uma mistura eclética de filósofos, políticos, poetas, agitadores e críticos sociais, que vão desde os bastante benignos poetas e estudiosos pessimistas da Alemanha de Weimar (como Stefan George, Ernst Jünger e Martin Heidegger) até a retórica daqueles como Heinrich Himmler e o supremacista branco americano, William Pierce. Griffin examina principalmente o fascismo italiano entre guerras e o nazismo alemão, com análises políticas e historiográficas de liberais contemporâneos e pós-guerra, marxistas e conservadores.